# Liste der Monuments historiques in Rieux-en-Cambrésis
Die Liste der Monuments historiques in Rieux-en-Cambrésis führt die Monuments historiques in der französischen Gemeinde Rieux-en-Cambrésis auf.

## Liste der Bauwerke
| Bezeichnung      | Beschreibung                  | Standort | Kennzeichnung | Schutzstatus   | Datum | Bild |
| ---------------- | ----------------------------- | -------- | ------------- | -------------- | ----- | ---- |
| Kirche St-Martin | Erbaut ab dem 16. Jahrhundert | (Lage)   | PA00107786    | Classé Inscrit | 1984  |      |

## Liste der Objekte
- Monuments historiques (Objekte) in Rieux-en-Cambrésis in der Base Palissy des französischen Kultusministeriums